# François de Fougières
François de Fougières, marquis de Fougières, est un officier général et un gentilhomme français, lieutenant-général des armées du Roi, gouverneur de Maubeuge, né en 1695, mort à Paris le 17 janvier 1768.

## Biographie
François de Fougières est le fils d'autre François de Fougières, chevalier, seigneur du Creux, Cluzeau, capitaine des ville et château de Hérisson, et de Marie Anne de Barbançois de Sarzay. Sa famille, originaire du Bourbonnais, a compté plusieurs chevaliers de l'ordre de Saint-Jean de Jérusalem, qui firent leurs preuves de noblesse au sein de la Langue d'Auvergne de cet ordre,, tel son oncle Gilbert de Fougières du Creux,, grand-prieur d'Auvergne en 1710 , et s'est éteinte au décès de son petit-fils, Louis Joseph de Fougières, en 1841.
François de Fougières débute dans la carrière des armes comme lieutenant des gardes du Régent, avant de devenir en 1719 capitaine réformé au régiment de cavalerie de Chartres. En 1722, il est nommé mestre de camp réformé à la suite du même régiment et lève en 1727 une compagnie au régiment de cavalerie de Lévis. Il sert à la tête de cette unité au camp de la Saône (1730), au camp sous Gray (1732), au siège de Kehl (1733), au siège de Philippsbourg (1734), à l'armée du Rhin (1735).
En 1740, il est promu brigadier des armées du Roi et sert avec son unité, devenu le régiment de Châteaumorand, à l'armée de Bohême, à la prise de Prague (1741), au combat de Sahay. Revenu en France en 1743, il laisse sa compagnie à son fils, François Marie de Fougières, devient enseigne des gardes du corps du Roi et sert auprès du Roi, qui l'emploie en 1744 en Flandre, notamment au siège de Menin, au siège d'Ypres, puis en Alsace, où il est promu maréchal de camp.
En 1745, il sert à la bataille de Fontenoy, au siège de Tournay, au siège d'Audenarde, au siège de Termonde ; en 1746, aux sièges de Mons, Charleroi et Namur, à la bataille de Rocourt. En 1748, il est promu premier enseigne des gardes du corps du Roi et lieutenant-général de ses armées.
Le 24 décembre 1751, il achète à Claude Louis François de Régnier de Guerchy, marquis de Nangis, lieutenant-général des armées du Roi, la baronnie de La Guerche .
En 1753, il reçoit le commandement des troupes en Normandie et en 1754, la lieutenance du Roi en Bourbonnais. En 1757, il se voit confier le commandement sur les côtes d'Aunis, où les anglais avaient débarqué, puis rembarquèrent avant même son arrivée. En 1761, il commande la Maison du Roi à l'armée du Bas-Rhin. 
En 1763, Louis XV le nomme gouverneur de Maubeuge, fonction qu'il occupe jusqu'à sa mort, survenue à Paris, paroisse Saint Nicolas des Champs, le 17 janvier 1768,,.

### Mariage et descendance
François de Fougières épouse à Moulins, paroisse Saint-Pierre des Menestraux, le 16 février 1718, Marie-Claude de Gaudon, morte à Paris le 8 octobre 1771, fille de Marc-Antoine de Gaudon, écuyer, seigneur de Souys, capitaine au régiment de Condé, et de Marie Guillouet d'Orvilliers. Elle est l'arrière petite-fille de Joseph Antoine Le Febvre de La Barre ainsi que la cousine de Louis Guillouet d'Orvilliers, lieutenant-général des armées navales, et celle de son frère Gilbert Guillouet d'Orvilliers, gouverneur de la Guyane. Dont uniquement un fils :
- François-Marie de Fougières, comte de Fougières, maréchal des camps et armées du Roi (1721-1787), marié en 1745 avec Marie-Françoise Tribolet, puis en 1770 avec Adélaïde Jourda de Vaux, dont postérité des deux mariages.